# ATP Challenger Charleroi
Der ATP Challenger Charleroi (offiziell: Charleroi Challenger) war ein Tennisturnier, das 1995 und 2000 in Charleroi, Belgien, stattfand. Es gehörte zur ATP Challenger Tour und wurde im Freien auf Hartplatz gespielt.

## Liste der Sieger

### Einzel
| Jahr                         | Sieger                | Finalgegner         | Ergebnis      |
| ---------------------------- | --------------------- | ------------------- | ------------- |
| 2000                         | Jan Siemerink         | Paradorn Srichaphan | 7:62, 7:68    |
| 1996–1999: nicht ausgetragen |                       |                     |               |
| 1995                         | Juan Luis Rascón Lope | Chris Wilkinson     | 6:7, 6:3, 7:6 |

### Doppel
| Jahr                         | Sieger                       | Finalgegner                     | Ergebnis      |
| ---------------------------- | ---------------------------- | ------------------------------- | ------------- |
| 2000                         | Petr Pála Pavel Vízner       | Aleksandar Kitinov Lovro Zovko  | 6:7, 7:5, 6:1 |
| 1996–1999: nicht ausgetragen |                              |                                 |               |
| 1995                         | Tom Kempers Stephen Noteboom | Lionel Barthez Rodolphe Gilbert | 7:6, 7:6      |